# Herbert Freeden
Herbert Freeden (geboren als Herbert H. Friedenthal 22. Januar 1909 in Posen, Deutsches Kaiserreich; gestorben 13. November 2003 in Jerusalem) war ein deutsch-israelischer Autor und Publizist.

## Leben
Herbert Friedenthal war ein Sohn des Kaufmanns Isidor Friedenthal und der Elisabeth Havelland, er hatte zwei Brüder, einer war der Mediziner Hans Friedenthal. Ihr Vater kam 1940 bei der illegalen Einreise nach Palästina auf dem Schiff Patria ums Leben. Friedenthal studierte 1927 bis 1935 in Göttingen, Berlin, München und Leipzig Rechtswissenschaften. Er schloss seine Studien mit der Promotion zum Dr. phil. ab. Schon während seines Studiums war er als Journalist in Berlin tätig, wo er 1933 außerdem die Leitung der Kulturabteilung der Zionistischen Vereinigung für Deutschland übernahm. Im Juni 1939 wanderte Friedenthal nach England aus; in London änderte er seinen Nachnamen in Freeden. Seit September 1950 lebte Freeden in Jerusalem und arbeitete dort wie zuvor schon in England für die jüdische Nationalstiftung. Neben seiner Korrespondententätigkeit für zahlreiche Zeitschriften weltweit, darunter die deutsche Frankfurter Rundschau veröffentlichte er verschiedene Werke zur Zeitgeschichte. Am 10. April 1974 erhielt er das Bundesverdienstkreuz 1. Klasse.

## Werke (Auswahl)
- Die unsichtbare Kette. 1936 (Roman).
- Ein Schiff unterwegs. Goldstein-Verlag, 1938 (Novelle; Illustrationen Käte Schuftan).
- Kant hat Nein gesagt. 1938 (Novelle).
- Wasser auf Gottes Mühlen. 1946 (Roman).
- Vom geistigen Widerstand der deutschen Juden. 1963 (Essay).
- Jüdisches Theater in Nazi-Deutschland. 1964 (Essay).
- Die Hexenhäuser. 1969 (Roman).
- Ich lebe in Jerusalem. 1975 (Roman).
- Die jüdische Presse im Dritten Reich. Frankfurt am Main 1987.
- Leben zur falschen Zeit. Berlin 1991 (Autobiografie).